# Jan Martínez Ahrens
Jan Martínez Ahrens (París, 1966) és periodista espanyol. Director del diari El País des de juny de 2025.
Llicenciat en Filosofia per la Universitat de València, va cursar el màster en Periodisme patrocinat pel diari El País i la Universitat Autònoma de Madrid (UAM). També va cursar un Programa de Desenvolupament Directiu en el IESE Business School i va ser alumne de la Fundació Nou Periodisme Iberoamericà (FNPI), patrocinada per Gabriel García Márquez.
Es va incorporar al diari El País l'any 1992, primer a la Comunitat Valenciana i posteriorment a Madrid, on va treballar en les seccions de successos i societat.
En els primers dies de juny de 2025 el Consell d'Administració d'El País, presidit per Joseph Oughourlian, va acordar proposar-lo com a nou director del periòdic, sent confirmat per la plantilla de redactors un dia després. Va substituir en el càrrec a la periodista Pepa Bueno, directora des de juliol de 2021.